# Lovin' Life
「Lovin'Life」（ラビン・ライフ）は、2007年1月24日に発売されたFUNKY MONKEY BABYS4枚目のシングル。

## 解説
- 発売当初はチャートの順位が21位だったが、じわじわと順位を上げ6週目で初のTOP10入りを果たし、彼らの知名度を一気に上げた曲となった。
- PVに中嶋朋子が出演しており、ジャケットの写真にも出ている。また窪田正孝も男子生徒役で出演している。
- CD EXTRAとして、「Lovin' Life」のPVが収録されている。
- この曲で『ミュージックステーション』に初出演した。
- 読売ジャイアンツの脇谷亮太の2007年のテーマ曲だった（脇谷は2010年、2011年に「夢」で再びFUNKY MONKEY BABYSを使用している）。

## 収録曲
1. Lovin' Life (4:53)
2. カモンベイベー (4:16)
3. Lovin' Life（instrumental） (4:53)
4. カモンベイベー（instrumental） (4:05)

## カバー
- oneLovie（2009年のアルバム『odekake uta』に収録）
- SPICY CHOCOLATE（2010年のアルバム『東京RAGGA LOVERS』に収録）
- Tiara（2012年のアルバム『Sweet Flavor 〜cover song collection〜』に収録）